# Sklepienie gwiaździste

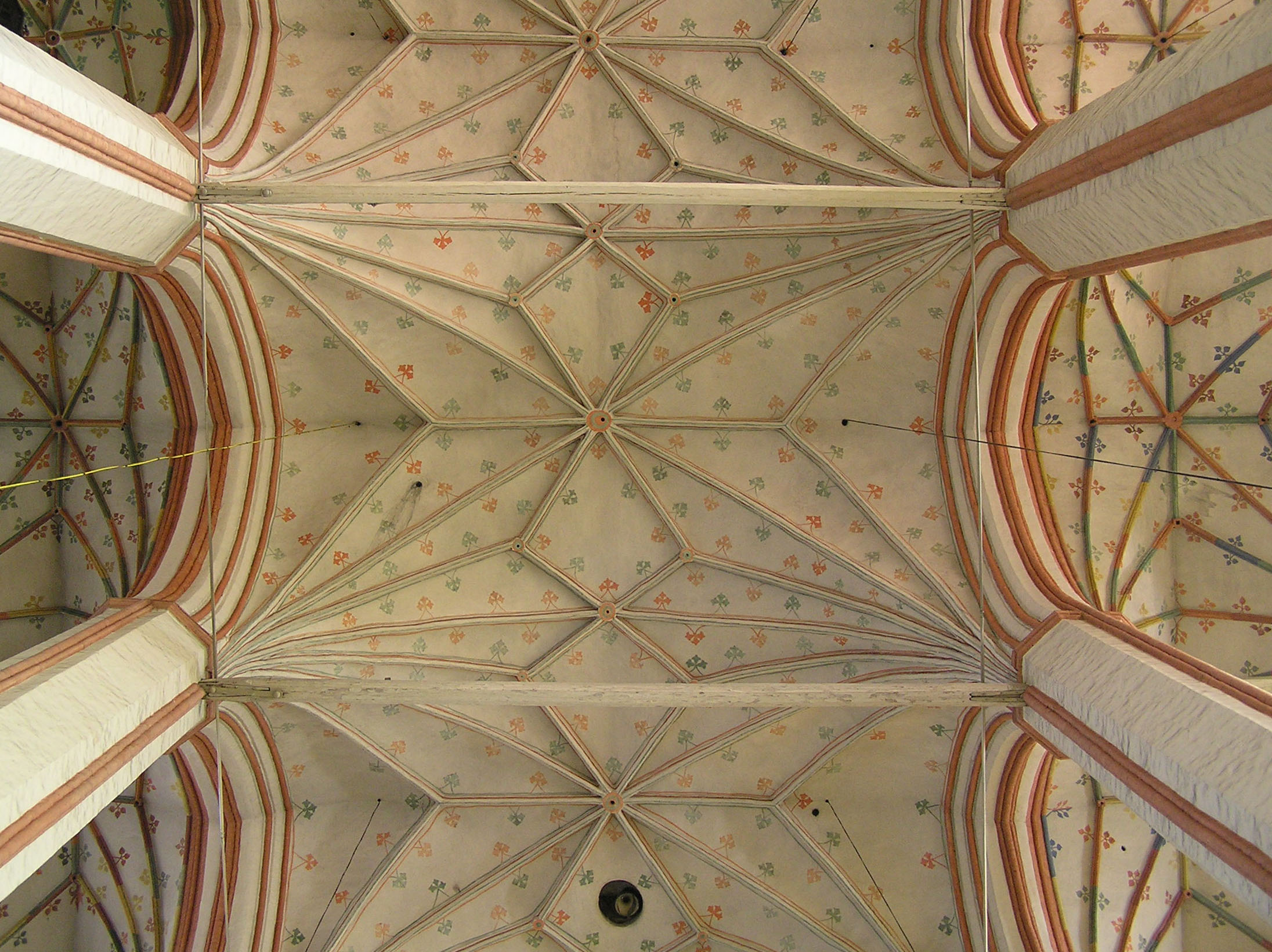
Sklepienie gwiaździste, kościół Wniebowzięcia NMP w Toruniu

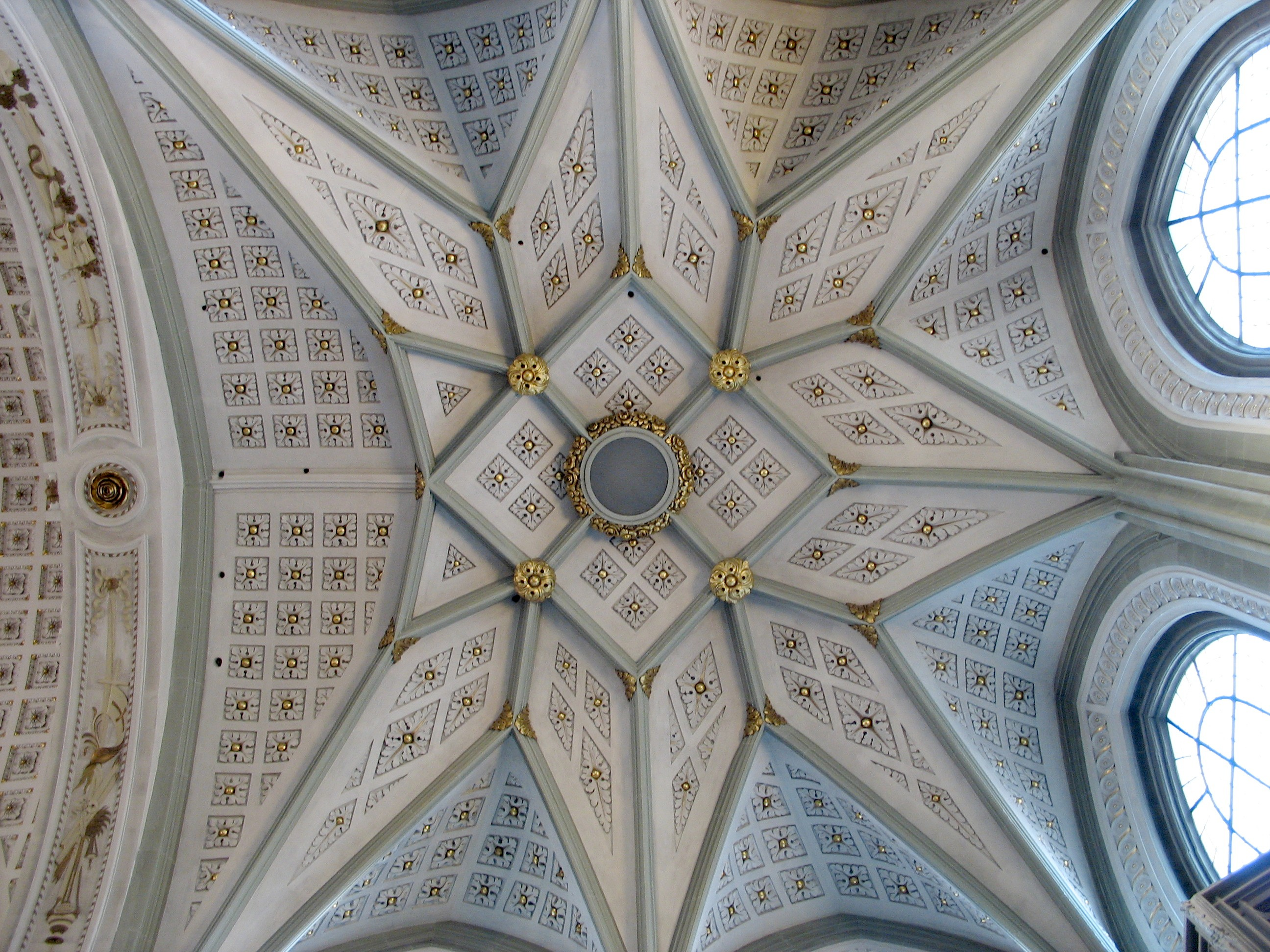
Sklepienie gwiaździste, bazylika katedralna NMP w Konstancji

Sklepienie gwiaździste – sklepienie krzyżowo-żebrowe lub żaglaste, w którym wprowadzono dodatkowy podział pól, tworząc obraz mniej lub bardziej skomplikowany gwiazdy.
Najprostsze sklepienie gwiaździste powstaje, gdy zamiast żeber diagonalnych sklepienia krzyżowo-żebrowego wprowadzi się trójpromienie. Z czasem zaczęto wprowadzać dodatkowe żebra dzielące wysklepki, przez co powstawały bardziej skomplikowane układy zacierające podział na przęsła, zbliżone do sklepień sieciowych.